# 杏林舍
株式会社杏林舍（きょうりんしゃ、英: Kyorinsha Co., Ltd.）とは、日本の印刷会社。
主に医学を中心とした学術論文の雑誌やオンラインジャーナルの編集、制作、印刷を行っている。また、出版物の制作や印刷だけでなく、それに付帯するコンサルティング、学会事務の代行、ソフトウェア開発、WEBサイトの構築・運営といった業務も行っている。

## 概要
- 事業内容 印刷業
- 営業種目 オフセット印刷による医学雑誌等の印刷
- 資本金 1,000万円
- 従業員 105名（2006年現在）
- 売上高 20億5800万円（2006年6月実績）

## 所在地
- 本社　東京都北区西ヶ原3丁目46-10
- 川口工場　埼玉県川口市領家5丁目1-17

## 沿革
- 1946年11月　創立（初代社長：向喜久雄）
- 1970年5月　二代目社長に向喜美夫が就任
- 1970年7月　三代目社長就任
  - 二代目社長急逝に伴い初代社長夫人が急遽就任した。
  - 同年、四代目社長に当時副社長だった向喜代次が就任している。
- 1985年　埼玉県川口市に工場を開設
- 1994年　高崎出張所を高崎入力センターに改める
- 1996年11月　創立50周年を迎える
- 1997年　新本社ビルが竣工する（担当：越野建設）

## 主なプロジェクト

### ScholarOne
学術分野の雑誌・書籍の制作、会議の運営を目的として開発されたワークフロー・マネージメント・システム。ScholarOne, Inc.と業務提携し、日本での総代理店として、同社のWEBアプリケーションの販売を行っている。

### PCP
Perfect Congress Programの略で、総会の運用・開催の支援を目的としたソリューションである。

## 関連会社
- 杏林図書